# 1996 VD4
1996 VD4 är en asteroid i huvudbältet som upptäcktes den 8 november 1996 av Beijing Schmidt CCD Asteroid Program vid Xinglong-observatoriet.
Asteroiden har en diameter på ungefär 12 kilometer och den tillhör asteroidgruppen Themis.